# Бургел
Бургел (фр. Bourghelles) насеље је и општина у североисточној Француској у региону Север-Па д Кале, у департману Север која припада префектури Лил.
По подацима из 2011. године у општини је живело 1590 становника, а густина насељености је износила 242,75 становника/km². Општина се простире на површини од 6,55 km². Налази се на средњој надморској висини од 59 метара (максималној 71 m, а минималној 32 m).

## Демографија
| 1962. | 1968. | 1975. | 1982. | 1990. | 1999. | 2011. |
| ----- | ----- | ----- | ----- | ----- | ----- | ----- |
| 841   | 922   | 1.132 | 1.160 | 1.232 | 1.418 | 1.590 |

График промене броја становника у току последњих година